# Thiania pulcherrima
Thiania pulcherrima är en spindelart som beskrevs av Koch C.L. 1846. Thiania pulcherrima ingår i släktet Thiania och familjen hoppspindlar. Inga underarter finns listade i Catalogue of Life.